# Tea Party (The Cure)
Tea Party è un VHS dei Cure, uscito nel dicembre del 1985.
È una raccolta di alcuni dei video musicali precedenti del gruppo, pubblicata esclusivamente in Giappone, come il precedente video Live in Japan.

## Tracce
1. Play for Today
2. Primary
3. The Hanging Garden
4. Let's Go to Bed
5. The Walk
6. The Lovecats (video mix)
7. The Caterpillar
8. Inbetween Days
9. Close to Me (remix)